# Бухджар
Бухджар (араб. بوحجر) — місто в Тунісі у регіоні Сахель. Входить до складу вілаєту Монастір. Станом на 2004 рік тут проживало 4 831 особа. Через місто проходить залізнична лінія Метро Сахель.
| Туніс | Це незавершена стаття з географії Тунісу. Ви можете допомогти проєкту, виправивши або дописавши її. |